# هنوزم برام مهم نیست
هنوزم برام مهم نیست (به انگلیسی: Still Over It) دومین آلبوم استودیویی از خوانندهٔ آمریکایی سامر واکر می‌باشد که در ۱ نوامبر سال ۲۰۲۱ از سوی لاو رنسانس و اینترسکوپ منتشر گردید. واکر انتشار هنوزم برام مهم نیست را در دومین سالگرد نخستین آلبوم استودیویی خود از طریق یک ویدئوی تیزر اعلام نمود.